# Senftöpfchen
Das Senftöpfchen ist ein Kabarett- und Kleinkunst-Theater in Köln. Das über Deutschlands Grenzen hinaus bekannt gewordene Haus wurde 1959 von Fred und Alexandra Kassen gegründet und hat als Talentschmiede vielen Künstlern zu Ruhm verholfen.

## Anfänge
Das Ehepaar Fred und Alexandra Kassen hatte 1955 in München-Schwabing die Künstlerkneipe Stachelschwein gegründet, in der auch die Kabarettgruppe Die Namenlosen auftrat. Aus dieser entstand das Kabarett Münchner Lach- und Schießgesellschaft; 1958 verkaufte Kassen das Programm an den Regisseur Sammy Drechsel.
Das Ehepaar Kassen zog im Februar 1959 nach Köln und nahm als Anfangsbestand ein kleines Ensemble, bestehend aus Brigitte Mira, Heinz Junge, Gerd Martienzen und Bruno W. Pantel, mit. Fred Kassen fungierte beim ersten Kabarett in Köln als Texter, Komponist, Regisseur, Pianist und Direktor. In Köln gab es zu jener Zeit lediglich sieben Theater, aber kein Kabarett. Diese Marktlücke schlossen die Eheleute Kassen, als sie am 5. März 1959 in Köln in der Pipinstraße das Senftöpfchen-Theater  eröffneten. 
Sohn und Tochter folgten den Eltern nach Köln. Es sollte ein kleines Theater der Aktualität sein, in dem Ironie, Satire und die scharfe Zeitkritik präsentiert werden sollten. Das war der Grund für die Namensgebung Senftöpfchen. Fred Kassen war kein Neuling in der Musik- und Theaterszene, denn ab 1935 war er Mitglied der offiziellen Nachfolgegruppe der Comedian Harmonists, dem Meister-Sextett, gewesen.
Zu den etablierten Schauspielern und Kabarettisten, die in den Anfängen im Senftöpfchen auftraten, gehörten unter anderem Gert Fröbe, Lore Lorentz, Ernst Stankovski, Dieter Hildebrandt, Werner Schneyder oder Hanns Dieter Hüsch. Auch die Stars des deutschen Chansons wie Helen Vita, Gisela May oder Evelyn Künneke feierten hier große Erfolge.
Präsentiert wurden zeitgenössisches literarisch-politisches Kabarett, erotische „Chansons extra-ordinaire“ (Helen Vita), freche Boulevard-Stücke und die anfangs riskante Travestie-Show Folies Parisiennes (1976). Ein gemischtes Publikum traf sich im Theater, es wurde diskutiert, kritisiert und an der Bar bis morgens gefeiert. „Es lohnt sich zu kosten, was unser Kölner literarisches Kabarett Senftöpfchen zu bieten hat“, ließ der Kölner Oberbürgermeister verlauten.

## Nach dem Tod von Fred Kassen
1972 starb unerwartet Fred Kassen. Nach dem Tod ihres Mannes entschloss sich die Witwe, dessen Arbeit fortzuführen. Mit Neugier und Risikobereitschaft, Geduld und Geschick verwandelte Alexandra Kassen das Senftöpfchen im Laufe der 1970er Jahre in eine moderne Kleinkunstbühne. Die Nachwuchsförderung war seitdem ihr Hauptziel, und so wurde das Senftöpfchen zum Karriere-Sprungbrett für junge Künstler – und ist es bis heute geblieben. Erste Beispiele hierfür sind Mike Krüger oder Wolf Biermann. Letzterer trat hier nach seiner Ausbürgerung aus der DDR im November 1976 auf.
Solokabarett, Comedy und Musik dominierten das Programm. 1973 stellte Alfred Biolek der Hausherrin sein neues Format einer Live-Talkshow Wer kommt, kommt vor. „Eine Talk-Show wollen Sie machen? Ich habe keine Ahnung, was das ist, aber machen Sie nur.“ Über zwei Jahre lang und bei 43 Auftritten nahmen neben Biolek viele Persönlichkeiten aus Politik, Kunst, und Showbusiness auf dem alten Sofa des kleinen Theaters Platz. So wurde es zu einer Adresse für prominente Künstler. Der WDR übernahm das Format am 25. Januar 1976 als Kölner Treff.
Die Kölner Karnevalsgruppen Bläck Fööss und Höhner hatten hier 1975 Konzertauftritte. Zu dem unbekannten Nachwuchs der Kabarett- und Kleinkunstszene, der im alten Senftöpfchen ein Sprungbrett gefunden hat, zählten außerdem Fredl Fesl, die Gebrüder Blattschuss, Jürgen von der Lippe, Konrad Beikircher, Robert Kreis, Georgette Dee, Sissi Perlinger, Harald Schmidt oder Konstantin Wecker. Ihre ersten Erfolge feierte das Travestieduo Mary & Gordy nach dem Karrierebeginn 1978 ebenfalls im Senftöpfchen. Das im Kölner Karneval tätige Colonia Duett trat im alten Theater 1981 auf, wovon ein Live-Mitschnitt existiert (LP EMI #1 C 064-46 517). Carl Schell war zwischen 1981 und 1982 hier auf der Bühne.

## Umzug
1986 zog das weiterhin nicht mit öffentlichen Mitteln subventionierte Kleinkunsttheater in die Kölner Große Neugasse um. Hier befinden sich seither im 94 m² großen Zuschauerraum (Parkett und Balkon) insgesamt 174 Sitzplätze, von denen aus der Blick auf die 35 m² umfassende Bühne fällt. Das Foyer misst 50 m². Im Oktober 1987 trat der Schwulenchor Triviatas hier auf. Im Februar 1991 fand anlässlich des 90. Geburtstags des Kölner Karnevalisten Jupp Schmitz eine WDR-Aufzeichnung im neuen Senftöpfchen statt. Neue Talente auf der Bühne waren Ingo Appelt, Missfits oder Dieter Nuhr. Das Theater entwickelte sich verstärkt zur Talentschmiede nicht nur für die Bühnen des Landes, sondern auch für die Medien, vom WDR bis zu den privaten Fernsehsendern, die verstärkt Comedy in ihr Programm nahmen.
Stephan Masur produziert seit 2005 sein Varietéspektakel, mit dem die Sparte Varieté jährlich für vier Wochen ins Senftöpfchen einzieht. Hier werden Varieté-Inszenierungen mit jungen Absolventen internationaler Zirkusschulen und erfahrenen Artisten mit wechselnden Regisseuren und Choreographen nach Konzepten von Masur inszeniert. Der WDR produzierte im Oktober 2009 im Kölner Opernhaus die Fernseh-Gala-Sendung 50 Jahre Senftöpfchen, in der viele ehemalige Wegbegleiter des Kabaretts auftraten. Alexandra Kassen leitete bis zu ihrem Tod im Juni 2017 die Senftöpfchen-Theater GmbH.